# Антиох (сын Геракла)
Антио́х (др.-греч. Ἀντίοχος) — персонаж древнегреческой мифологии, герой-эпоним аттической филы Антиохида, сформированной после территориальной реформы Клисфена.
Сын Геракла и Меды, дочери Филанта, царя дриопов. Отец Филанта, дед Гиппота. Алет, завоевавший Коринф во время нашествия Гераклидов, был его правнуком.
Во времена Павсания его статуя имелась в Дельфах.